# Scaptia nigerrima
Scaptia nigerrima är en tvåvingeart som beskrevs av M. Josephine Mackerras 1960. Scaptia nigerrima ingår i släktet Scaptia och familjen bromsar. Inga underarter finns listade i Catalogue of Life.